# Vicente Coelho de Seabra Silva Teles
Vicente Coelho de Seabra Silva Teles(A) (Congonhas do Campo, Vila Rica, 1764 — 1804) foi um cientista português nascido no Brasil.
Após terminar os estudos básicos no Brasil, viajou em 1783 para Portugal onde se tornou bacharel em filosofia (1787), e em seguida formou-se em medicina (1791) pela Universidade de Coimbra, até então a única universidade do império Português. Sua contribuição científica mais importante, entretanto, foi na química onde escreveu o primeiro livro em português a abandonar a teoria do flogisto, e optando pela nova química de Lavoisier.
Foi membro da Academia Real das Ciências de Lisboa. e, em sua homenagem a Sociedade Portuguesa de Química criou a Medalha Vicente de Seabra.

## Obras
- Dissertação sobre a Fermentação Geral e suas espécies (1787)
- Elementos de Chimica (1788-1790)
- Dissertação sobre o Calor (1788)
- Nomenclatura Chimica Portugueza, Franceza e Latina
- Memória sobre a Cultura do Rícino ou Mamona (1791)
- Memória sobre o Método de Curar a Ferrugem das Oliveiras (1792)
- Memória sobre a Cultura das Vinhas e Manufactura do Vinho
- Memória em que se dá notícia das diversas espécies de Abelhas que dão Mel, próprias do Brasil e desconhecidas na Europa (1799)
- Memória sobre a Cultura do Arroz em Portugal e suas Conquistas (1780)
- Memória sobre os Prejuízos causados pelas Sepulturas dos Cadáveres nos Templos e o Método de os Prevenir (1801)
- História, e Cura das Enfermidades mais usuaes do Boi, e do Cavalo (2 vol.) (tradução)